# Anysrius
Genre
Anysrius est un genre de pseudoscorpions de la famille des Syarinidae.

## Distribution
Les espèces de ce genre sont endémiques de Tasmanie en Australie.

## Liste des espèces
Selon Pseudoscorpions of the World (version 3.0) :
- Anysrius brochus Harvey, 1998
- Anysrius chamberlini Harvey, 1998

## Publication originale
- Harvey, 1998 : Pseudoscorpion groups with bipolar distributions: a new genus from Tasmania related to the Holarctic Syarinus (Arachnida, Pseudoscorpiones, Syarinidae). Journal of Arachnology, vol. 26, p. 429-441 (texte intégral).